# Château de la Houssinière
Le château de la Houssinière est un château, située à Nantes, dans le quartier Hauts-Pavés - Saint-Félix.

## Histoire
Situé au bord de l'Erdre, le domaine primitif est construit par Pierre Landais en 1440 comme relais de chasse.
Il appartient par la suite aux : Loriot (1596) ; Proust du Port-Lavigne ; Louis de Bruc, conseiller au parlement de Bretagne et garde des sceaux en la Chancellerie (1679) ; la famille d'armateurs Bouteiller, dont notamment Charles François Bouteiller et Guillaume Bouteiller.
Puis, le domaine devient la maison de campagne des préfets de la Loire-Inférieure à partir de Jean van Styrum. Son successeur, Prosper de Barante, y reçoit les confidences de Louis de La Rochejaquelein.
Georges Le Mesle l’acquiert en 1855. Il fait remplacer, sur les plans de l'architecte Henri Parent, l'ancien manoir par une nouveau château de type chalet, composé de vingt-deux pièces sur quatre niveaux. Lemesle, ruiné par ses collections, est contraint de l'hypothéquer. La propriété est alors adjugée en 1863 au négociant Eugène-Henri Tournade contre la somme de 112 600 francs.
En 1867, l’armateur Denis Crouan en devient propriétaire et le fait réaménager au goût du jour. Il passe ensuie à son fils Fernand, commanditaire du Belem.
Le parc et jardin sont classés sites naturels en 1949.
Dans les années 1960, au moment de la construction de la faculté des sciences, il est acquis par l'Administration et est aujourd'hui occupé par le Rectorat de l'Académie de Nantes et la résidence du recteur.

## Sources
- Jean-François Caraës, « La Houssinière, un chalet suisse au bord de l'Erdre », in: Annales de Nantes et du pays nantais, no 284, 4 juin 2002, pp. 14-18
- « La Houssinière », Bulletin de la Societé archéologique et historique de Nantes et de Loire-Atlantique. Volume 123, 1987